# Morfosintaxis
La morfosintaxis es el conjunto de elementos y reglas que permiten construir oraciones con sentido y carentes de ambigüedad mediante el marcaje de relaciones gramaticales, indexaciones y estructura jerárquica de constituyentes sintácticos. Incluye la morfología y la sintaxis, dos componentes de la gramática que, por utilidad didáctica y conceptual, se analizan por separado; sin embargo debe tomarse en cuenta que en realidad son dos unidades indesligables. Para muchas estructuras lingüísticas particulares los fenómenos morfológicos y sintácticos están estrechamente entrelazados y no siempre es posible separarlos. En el caso de las lenguas polisintéticas la distinción es aún más difícil y en ocasiones ni siquiera parece posible separar morfología y sintaxis, ya que una oración puede estar formada por una única palabra que incluye un gran número de morfemas.